# دمیتری فرمانوف (کشتی)
دمیتری فرمانوف (کشتی) (به انگلیسی: Dmitriy Furmanov (ship)) یک کشتی است که طول آن ۱۲۹٫۱ متر (۴۲۴ فوت) می‌باشد. این کشتی  در سال ۱۹۸۳ ساخته شد.